# 上智大学外国語学部
上智大学外国語学部（じょうちだいがくがいこくごがくぶ、英称:Faculty of Foreign Studies）は、上智大学に設置される外国語学部である。関連する大学院研究科として、上智大学大学院言語科学研究科（じょうちだいがくだいがくいんげんごかがくけんきゅうか、英称:Graduate School of Languages and Linguistics）と、上智大学大学院グローバル・スタディーズ研究科（じょうちだいがくだいがくいんグローバル・スタディーズけんきゅうか、英称:Graduate School of Global Studies）が設置されている。

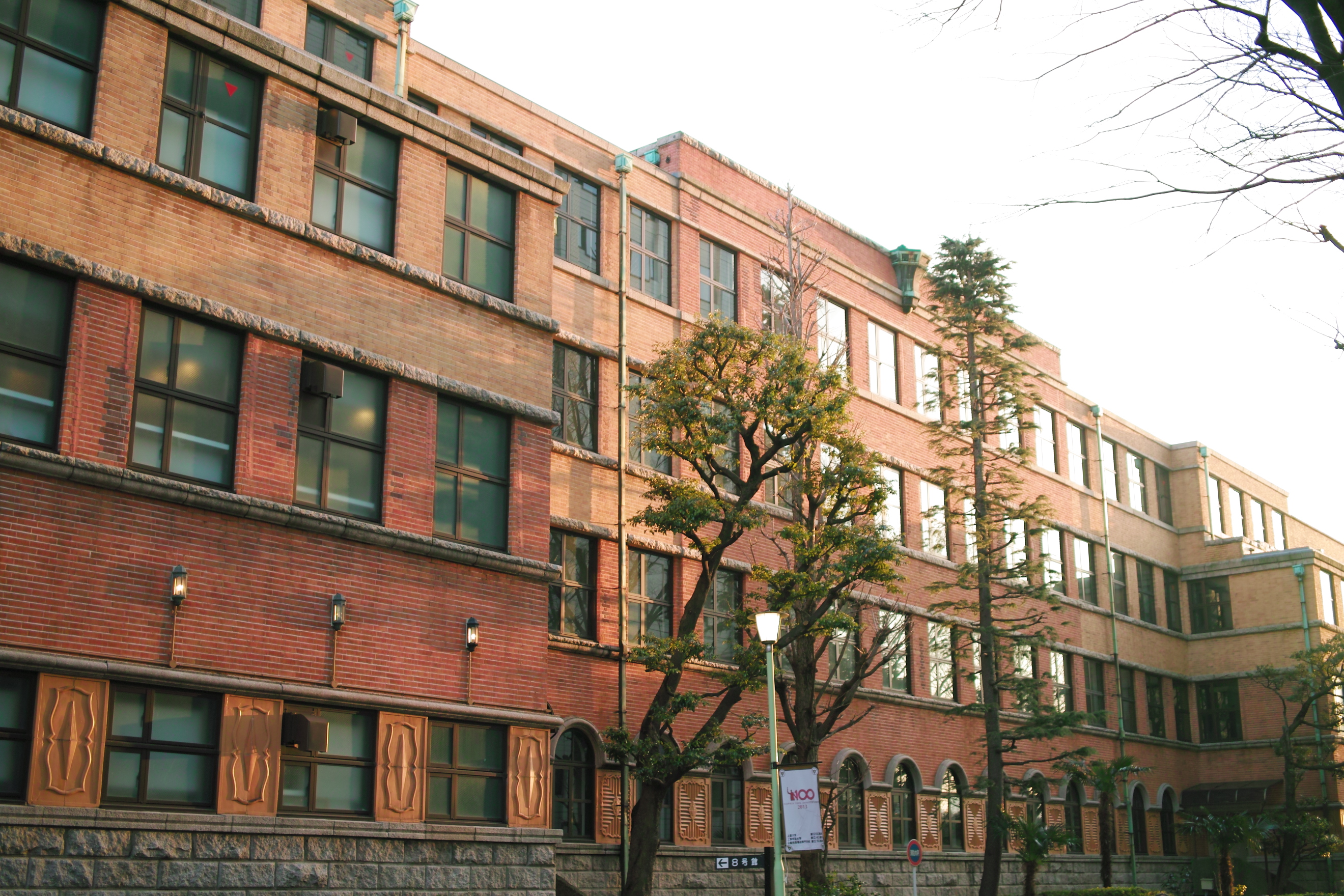
上智大学1号館（1932年竣工、スイス人建築家マックス・ヒンデルによる設計）

## 概要
- 上智大学外国語学部は、1955年に設立された上智大学文学部外国語学科が、1958年に外国語学部に改組されて設立された[1]。
- 英語学科、ドイツ語学科、フランス語学科、イスパニア語学科、ロシア語学科、ポルトガル語学科の6学科が設置されている[2]。
- 2年次秋学期に、9つの研究コースから1つを選択・登録し、関心のある領域について専門的な研究を進めていく[3]。
  - 北米研究コース
    - アメリカ政治外交、アメリカ研究、アメリカ社会史、国際政治史、国際安全保障論等

  - ヨーロッパ研究コース
    - ヨーロッパ政治経済論、ドイツ政治研究、フランス政治研究、EUと欧州安全保障、中世ヨーロッパ研究等

  - ラテンアメリカ研究コース
    - ラ米政治社会論、ラ米経済概論、ブラジル経済論、近現代スペイン研究、ブラジル文学論等

  - ロシア・ユーラシア研究コース
    - ロシア政治・外交、ロシア・ユーラシア経済概論、ロシア社会、ロシア史、ロシア文化・文学等

  - アジア研究コース
    - 中国政治外交、南アジア社会経済論、東南アジア史、アジアの環境と開発、アジア文化遺産研究等

  - 中東・アフリカ研究コース
    - アフリカ政治論、アフリカ社会経済論、中東政治論、中東近代史、中東ジェンダー論等

  - 言語研究コース
    - 音声学、統語論、意味論、応用言語学、翻訳・通訳論等

  - 国際政治論研究コース
    - 国際政治学、国際政治経済論、比較政治学、国際安全保障論、外交政策等

  - 市民社会・国際協力論研究コース
    - 国際経済学、開発経済学、国際社会学、国際協力論、国際教育開発論等

## 沿革
- 1955年 上智大学文学部外国語学科を開設[1]
- 1958年 外国語学部に改組[1]。
- 1969年 外国語学部に国際関係副専攻、人文副専攻を設置[1]。
- 1973年 外国語学部に言語学副専攻を設置[1]。
- 1975年 国際部を改組し、外国語学部に日本語・日本文化学科を設置[4]。
- 1977年 日本語・日本文化学科を比較文化学科に改称[4]。
- 1987年 比較文化学科が比較文化学部（のちの国際教養学部）として独立[4]。

## 学部
- 英語学科[5]
  - 入学定員180人・収容定員720人[5]
- ドイツ語学科[5]
  - 入学定員60人・収容定員240人[5]
- フランス語学科[5]
  - 入学定員70人・収容定員280人[5]
- イスパニア語学科[5]
  - 入学定員70人・収容定員280人[5]
- ロシア語学科[5]
  - 入学定員60人・収容定員240人[5]
- ポルトガル語学科[5]
  - 入学定員60人・収容定員240人[5]

## 大学院
- 大学院言語科学研究科
  - 言語学専攻
- 大学院グローバル・スタディーズ研究科
  - 国際関係論専攻
  - 地域研究専攻
  - グローバル社会専攻
  - 国際協力学専攻

## 著名な出身者

### 政治・行政
- 野田聖子 - 衆議院議員、総務大臣兼女性活躍担当大臣、元自民党総務会長、元消費者行政担当大臣、元郵政大臣、元衆議院議員野田卯一の孫
- 平井卓也 - 衆議院議員、デジタル大臣、元IT政策担当大臣兼科学技術担当大臣、元国土交通副大臣、元参議院議員平井卓志の子
- 猪口邦子 - 参議院議員、軍縮会議日本代表部全権大使、元内閣府特命担当大臣（少子化･男女共同参画）、上智大学名誉教授（国際政治学者（国際関係論））
- 斉藤淳 - 元衆議院議員、元イェール大学政治学科助教授
- 道休誠一郎 - 元衆議院議員
- 石井苗子 - 参議院議員
- 広瀬めぐみ - 元参議院議員、弁護士
- 篠田昭 - 元新潟県新潟市長、元新潟日報社論説委員
- 佐藤順一 - 元栃木県副知事、元栃木県総合政策部長
- 道永麻里 - 医師、世界医師会（WMA]）理事会副議長（アジア人女性として初）、日本医師会（JMA）常任理事
- 浦元義照 - 国際連合工業開発機関（UNIDO）事務局事務次長、国際労働機関アジア太平洋地域総局長
- 村上由美子 - 経済協力開発機構（OECD）東京センター所長
- 西村六善 - 元内閣官房参与、元気候変動担当政府代表、元経済協力開発機構（OECD）日本政府代表部特命全権大使、元外務省欧亜局長
- 星野俊也 - 国際連合日本政府代表部大使・次席常駐代表、元大阪大学副学長
- 松村裕幸 - 国際連合世界食糧計画（WFP）日本事務所元所長
- 加藤喜久子 - 駐アルバニア特命全権大使、元在ハンブルク日本国総領事
- 福嶌香代子 - 駐バルバドス特命全権大使、UNウィメン日本事務所初代所長、元外務省外交史料館館長、元在ナッシュビル日本国総領事
- 山村嘉宏 - 駐キルギス特命全権大使、元サンクトペテルブルク総領事
- 伊藤伸彰 - 駐ウズベキスタン特命全権大使、元経済産業省大臣官房審議官
- 川端一郎 - 駐カザフスタン特命全権大使、元サンクトペテルブルク総領事
- 木村元 - 駐モザンビーク特命全権大使、元クリチバ総領事
- 高橋二雄 - 駐アゼルバイジャン特命全権大使、元ハバロフスク総領事
- 四方明子 - 在バルセロナ日本国総領事
- 白石和子 - 元駐リトアニア特命全権大使、元外務省参与
- 中井一浩 - 駐ホンジュラス特命全権大使、元在マイアミ日本国総領事
- 林克好 - 駐イエメン特命全権大使、元イスタンブール総領事
- 福島正則 - 元駐アルメニア特命全権大使、元在ハバロフスク日本国総領事、元在サンクトペテルブルク日本国総領事
- 佐藤英夫 - 元駐イスラエル特命全権大使、元駐バーレーン特命全権大使
- 田中径子 - 駐ウルグアイ特命全権大使、元ジヤトコ執行役員待遇
- 真鍋尚志 - 在リオデジャネイロ日本国総領事
- 宮本雅行 - 元駐バーレーン特命全権大使、元在ジッダ日本国総領事

### 経済
- 足利英幸 - バクスター日本法人元代表取締役社長、日本ベクトン・ディッキンソン元代表取締役社長
- 飯塚昌治 - ジェイ・ウォルター・トンプソン日本法人元代表取締役社長兼CEO（日本人初）
- 池史彦 - 本田技研工業元代表取締役会長、日本自動車工業会元会長、自動車公正取引協議会元会長、りそなホールディングス取締役会議長
- 石井直 - 電通顧問・元代表取締役社長、日本広告業協会（JAAA）元理事長
- 井箟重慶 - オリックス・ブルーウェーブ（現：オリックス・バファローズ）元球団代表
- 今川聖 - エキサイト元代表取締役社長
- 岩田修一 - メタルワン代表取締役社長、日本鉄鋼連盟副会長
- 太田嘉雄 - 浜銀総合研究所元代表取締役社長、産業貿易センター元代表取締役社長、横浜商工会議所元副会頭
- 小嶋歳晴 - UBS証券元代表取締役会長兼最高経営責任者、日興ソロモン・スミス・バーニー証券（現・シティグループ証券）CEO
- 鴨居達哉 - マーサージャパン代表取締役社長兼マーサーファー・イースト地域代表
- 栗栖徳雄 - モントリオール銀行（カナダ五大銀行）元在日代表
- 込山雅弘 - JALUX代表取締役社長
- 近藤彰男 - 埼玉高速鉄道元代表取締役社長
- 榊田隆之 - 京都信用金庫代表理事理事長、京都経済同友会副代表幹事
- 佐々木かをり - イー・ウーマン代表取締役社長、ベストマザー賞経済部門受賞
- 佐藤健司 - ケーズホールディングス元取締役副会長、全国家庭電気製品公正取引協議会副会長
- 佐藤達也 - J-オイルミルズ代表取締役社長、日本植物油協会会長、日本食品・バイオ知的財産権センター会長
- 猿丸雅之 - YKK代表取締役会長・元代表取締役副会長・代表取締役社長
- 澤田正晴 - 奄美群島振興開発基金理事長
- 嶋中行雄 - 中央公論社元代表取締役社長
- 鈴木貴子 - エステー取締役兼代表執行役社長、エステー会長鈴木喬の姪
- 関川誠 - 宝島社代表取締役社長
- 高野功 - 大広相談役・元取締役会長・代表取締役社長、日本広告業協会（JAAA）元副理事長
- 冨樫和久 - 住友商事元特別顧問・代表取締役副社長、三井住友ファイナンス&リース代表取締役会長
- 内藤宏治 - ウシオ電機代表取締役社長
- 永井祥裕 - I&S BBDO代表取締役社長
- 永田順子 - 日本航空初の女性執行役員
- 長林道生 - メルシャン代表取締役社長、日本ワイナリー協会理事長
- 中村重治 - りそな銀行元代表取締役副社長、りそな総合研究所顧問・元代表取締役社長
- 西川清史 - 文藝春秋取締役副社長、日本文学振興会評議員会元会長
- 西山重良 - みずほ証券元代表取締役副社長
- 林春樹 - 三菱ふそうトラック・バス取締役副社長、三菱商事顧問、欧州三菱商事会社元社長
- 引間雅史 - 日興アセットマネジメント顧問・元代表取締役社長
- 藤田勉 - シティグループ証券顧問・元取締役副会長、メリルリンチ投信投資顧問（現・メリルリンチ日本証券）元最高運用責任者
- 本田博人 - キャタピラージャパン共同代表執行役員、日本キャタピラー代表職務執行者社長・CEO、日本建設機械工業会会長
- 前田利宜 - イノダコーヒ代表取締役社長、旧加賀藩前田家第19代当主継承者
- 御木本豊彦 - ミキモト元代表取締役社長、日本真珠振興会元会長
- 水谷正史 - メタルワン初代代表取締役社長
- 村木徹太郎 - TOKYO AIM取引所（現・TOKYO PRO Market）元代表取締役社長
- 森泉知行 - ジュピターテレコム元代表取締役社長兼最高経営責任者
- 山川丈人 - コールバーグ・クラビス・ロバーツ（KKR）日本法人元代表取締役社長兼CEO、DHLジャパン代表取締役社長
- 吉越浩一郎 - トリンプ・インターナショナル・ジャパン元代表取締役社長、平成の名経営者100人選出
- 吉田秀俊 - VAIO代表取締役社長、日本ビクター（現・JVCケンウッド）元代表取締役社長
- 和田浩己 - ベアリング投信投資顧問（現・ベアリングス・ジャパン）元代表取締役社長

### マスコミ、ジャーナリズム
- 古歩道ベンジャミン - ジャーナリスト
- 安藤優子 - ニュースキャスター、ギャラクシー賞個人奨励賞、日本ジュエリーベストドレッサー賞
- 真正カルナ - 元CNNアンカー
- 田中淳子 - NHKメディア総局特別主幹、元記者
- 道傳愛子 - NHKチーフプロデューサー、元アナウンサー、文部科学省日本ユネスコ国内委員会副会長
- 大村朋子 - NHKグローバルメディアサービス専門委員、元記者
- 田中孝宜 - 元NHKチーフアナウンサー
- 荒木さくら - NHKアナウンサー
- 木幡美子 - フジテレビジョンCSR推進室部長、元アナウンサー
- 畑山篤 - テレビ岩手専務取締役プロジェクト事業局長、元日本テレビ海外ビジネス推進室長・元記者
- 庭野めぐみ - 日本テレビ社会部副部長・解説委員・記者
- 加地倫三 - テレビ朝日ゼネラルプロデューサー
- 大信田雅二 - テレビ東京メディアネット社長、元テレビ東京常務取締役
- 梅津智史 - テレビ東京プロデューサー
- 藤崎圭一郎 - デザインジャーナリスト、東京藝術大学教授
- おおたとしまさ - 教育ジャーナリスト
- 村上義雄 - ジャーナリスト、元朝日新聞社編集委員
- 飯塚恵子 - ジャーナリスト、読売新聞社論説委員・編集委員
- 大門小百合 - ジャパンタイムズ（The Japan Times）元執行役員最高編集責任者（女性初）
- 長野智子 - ニュースキャスター、元ハフィントン・ポスト日本版編集主幹、元フジテレビジョンアナウンサー
- 沢田康彦 - 編集者、元暮しの手帖編集長

### 研究
- 青井千由紀 - 国際政治学、東京大学教授
- 石井哲士朗 - 言語学、東京外国語大学名誉教授
- 石倉洋子 - 経営学、一橋大学名誉教授、元デジタル監、元日本学術会議副会長、資生堂取締役
- 石澤良昭 - 東南アジア史、第13代上智大学学長、元文化庁文化審議会会長、マグサイサイ賞
- 伊集院郁子 - 言語学、東京外国語大学准教授
- 市原麻衣子 - 国際政治学、一橋大学教授
- 伊藤剛 - 国際政治学、明治大学教授
- 植木千可子 - 国際政治学、早稲田大学教授
- 宇多文雄 - ロシア語、上智大学名誉教授、元ロシア・東欧学会代表理事
- 馬越恵美子 - 経営学、桜美林大学副学長、異文化経営学会会長
- 江藤裕之 - 言語学、東北大学教授
- 大野更紗 - 社会学、日本学術振興会特別研究員、日本学術振興会育志賞、Nobody賞
- 小川了 - 民族学、東京外国語大学名誉教授
- 風丸良彦 - アメリカ文学、盛岡大学教授、群像新人文学賞評論部門優秀作
- 吉川元 - 国際政治学、神戸大学名誉教授
- 草薙裕 - 言語学、筑波大学名誉教授、元計量国語学会会長
- 栗栖薫子 - 国際政治学、神戸大学教授
- 黒田龍之助 - ロシア語、スラブ諸語、言語学　神田外語大学言語教育研究所特任教授[6]、神戸市外国語大学客員教授[7]
- 小林一宏 スペイン語、上智大学名誉教授
- 櫻田大造 - 国際関係論、関西学院大学教授
- 佐野真一郎 - 言語学、慶應義塾大学教授、理論言語学賞
- 島弘之 - 英文学、元法政大学教授、群像新人文学賞評論部門優秀作
- 清水憲男 - スペイン語、上智大学名誉教授
- 下楠昌哉 - 英文学、同志社大学教授
- 白井恭弘 - 言語学、ケース・ウェスタン・リザーブ大学教授
- 新谷忠彦 - 言語学、東京外国語大学名誉教授
- 添谷芳秀 - 国際政治学、慶應義塾大学教授
- 高山智博 - ラテンアメリカ文化、上智大学名誉教授、日墨交流会会長、メキシコ観光省銀ペン賞受賞
- 瀧川好庸 - フランス語、上智大学教授、元瀧川学園理事長
- 田中洋 - 経営学、中央大学教授、元日本マーケティング学会会長
- 田畑幸嗣 - 考古学、早稲田大学教授、カンボジア王国友好勲章
- 鶴田知佳子 - 通訳教育論、東京外国語大学教授
- 苫米地英人 - 認知科学、ドクター苫米地ワークス代表、自由報道協会会長
- 冨原眞弓 - 哲学、聖心女子大学教授、日本翻訳家協会文化奨励賞
- 永瀬伸子 - 経済学、お茶の水女子大学教授
- 中園和仁 - 国際関係論、広島大学名誉教授
- 中谷文美 - 文化人類学、岡山大学副学長
- 永田靖 - 演劇学、大阪大学副学長、日本演劇学会会長
- 浜由樹子 - 政治学、静岡県立大学准教授、ロシア・東欧学会研究奨励賞
- 林田理惠 - 言語学、大阪大学大学院言語文化研究科教授
- 堀芳枝 - 国際政治学、早稲田大学教授
- 日比谷潤子 - 言語学、国際基督教大学元学長[8]、日本学術会議副会長、日本ユネスコ国内委員会副会長
- 前川喜久雄 - 言語学、国立国語研究所所長、日本音声学会会長
- 前嶋和弘 - 政治学、上智大学教授、アメリカ学会会長
- 松尾弌之 - アメリカ史、上智大学名誉教授、ヨゼフ・ロゲンドルフ賞
- 松田健児 - 美術史、慶應義塾大学教授
- 松本曜 - 言語学、国立国語研究所教授
- 松本真由美 - 科学コミュニケーション、東京大学客員准教授
- 宮崎広和 - 人類学、コーネル大学教授
- 目加田説子 - 国際政治学、中央大学教授、日本マーケティング学会会長、日本広告学会賞
- 森井裕一 - 国際政治学、東京大学教授
- 安岡治子 - ロシア文学、東京大学名誉教授
- 山内麻理 - 経営学、日興アセットマネジメント取締役、サクサホールディングス取締役
- 山下公子 - ドイツ文学、早稲田大学教授
- 山田高敬 - 国際政治学、名古屋大学教授
- 山道佳子 - スペイン史、慶應義塾大学教授、元スペイン史学会代表
- 吉冨朝子 - 言語学、東京外国語大学教授
- 米山リサ - 文化学、トロント大学教授、米山俊直の子
- 渡辺靖 - 文化人類学、慶應義塾大学教授、日本学術振興会賞、日本学士院学術奨励賞、サントリー学芸賞

### 文学
- 井上ひさし - 小説家、劇作家、放送作家、第14代日本ペンクラブ会長、日本芸術院賞恩賜賞、直木賞
- 鷺沢萠 - 小説家、泉鏡花文学賞、文學界新人賞
- 鐸木能光 - 作家、作曲家、小説すばる新人賞
- 月本裕 - 作家、編集者、坊っちゃん文学賞大賞
- 三雲岳斗 - 小説家、スニーカー大賞特別賞、日本SF新人賞
- 七海花音 - ライトノベル作家、元パレットノベル大賞選考委員
- 今井恭子 - 児童文学者、エッセイスト、日本児童文学者協会賞、産経児童出版文化賞
- 山脇百合子 - 絵本作家、挿絵画家、菊池寛賞、厚生大臣賞
- 都築直子 - 歌人、小説家、小説現代新人賞、現代歌人協会賞
- 大松達知 - 歌人、若山牧水賞、コスモス賞、桐の花賞
- 井出洋一郎 - 美術評論家、元府中市美術館館長、元群馬県立近代美術館館長
- 山崎洋一郎 - 音楽評論家、ROCKIN'ON JAPAN編集長、rockin'on編集長
- 河野万里子 - 翻訳家、翻訳奨励賞最優秀賞、BABEL国際翻訳大賞新人賞

### 芸能
- 田中凛 - 女優、モデル
- 羽山誓 - タレント、作詩家、作家、モデル、ジュノンボーイ
- 上埜すみれ - 女優
- 八木麻衣子 - 女優、タレント
- 石井一孝 - 俳優、シンガーソングライター、菊田一夫演劇賞
- 上坂すみれ - 声優、タレント、歌手、声優アワード新人女優賞
- 高橋マリ子 - モデル、女優
- 杉山セリナ - タレント、キャスター
- 早川真理恵 - タレント
- 板井麻衣子 - モデル、2010年度ミス・ユニバース・ジャパン優勝
- 鈴木研一 - ベーシスト、ヴォーカリスト、人間椅子メンバー
- 小林アナ - お笑い芸人、元新潟テレビ21アナウンサー
- 宮本絢子 - ラジオパーソナリティ
- サーヤ - お笑い芸人、ラランド (お笑いコンビ)
- ニシダ - お笑い芸人、ラランド (お笑いコンビ)
- 岩井映美里 - 声優

### アナウンサー
- 河野景子 - 元フジテレビアナウンサー
- 田代尚子 - 元フジテレビアナウンサー
- 島田彩夏 - フジテレビアナウンサー
- 米森麻美 - 元日本テレビアナウンサー
- 小熊美香 - 元日本テレビアナウンサー
- 松本志のぶ - 元日本テレビアナウンサー
- 杉山真喜人 - 元TBSテレビアナウンサー
- 三雲孝江 - 元TBSテレビアナウンサー
- 古谷有美 - TBSテレビアナウンサー
- 出水麻衣 - TBSテレビアナウンサー
- 吉岡晋也 - 元テレビ朝日アナウンサー
- 佐藤紀子 - 元テレビ朝日アナウンサー
- 森川夕貴 - テレビ朝日アナウンサー
- 三竹映子 - 元フジテレビアナウンサー
- 天川由記子 - 元テレビ東京アナウンサー、元東京福祉大学教授
- 冨田有紀 - テレビ東京アナウンサー
- 塚原愛 - NHKアナウンサー
- 片山千恵子 - NHKアナウンサー
- 矢野聖子 - 元札幌テレビ放送アナウンサー
- 新谷賢太郎 - フリーアナウンサー、元秋田放送アナウンサー
- 林朝子 - 元東北放送アナウンサー
- 名久井麻利 - フリーアナウンサー、元東北放送アナウンサー
- 西辻未侑 - テレビ新潟アナウンサー
- 早川真代 - フリーアナウンサー、元富山テレビ放送アナウンサー
- 白崎あゆみ - 元北陸放送アナウンサー、2003年度準ミス上智大学
- 植田有紀子 - フリーアナウンサー、元山梨放送アナウンサー
- 数井えりさ - 元テレビ山口アナウンサー
- 金沢歩 - フリーアナウンサー、元名古屋テレビ放送アナウンサー
- 岩城潤子 - 元毎日放送アナウンサー
- 上田剛彦 - 元朝日放送テレビアナウンサー
- 田口麻衣 - 中国放送アナウンサー
- 鈴木美貴子 - 元NHK契約キャスター
- 柏原愛里 - 元NHK契約キャスター
- 栗原由佳 - フリーアナウンサー、ミスソフィア
- 黒木奈々 - フリーアナウンサー
- 平松あゆみ - フリーアナウンサー

### その他
- 神田昌典 - 経営コンサルタント、ALMACREATIONS代表取締役
- 上山良子 - ランドスケープコンサルタント、元長岡造形大学学長
- 藤田勉 - ストラテジスト、一橋大学特任教授、元シティグループ証券副会長
- 小出美奈 - 証券アナリスト、元フジテレビアナウンサー
- 糸瀬茂 - エコノミスト、元DBモルガン・グレンフェル証券東京支店副支店長
- 佐々木融 - エコノミスト、JPモルガン・チェース銀行債券為替調査部長
- 安河内眞美 - 古美術商、開運!なんでも鑑定団鑑定士、北九州市特命大使
- 鳥飼玖美子 - 通訳、立教大学名誉教授
- 島村麻里 - フリーライター
- 山野愛子ジェーン - 美容家、山野美容専門学校校長、山野美容芸術短期大学副学長
- 小早川愛 - ハーブ料理研究家、HERBiS代表
- 宮井晶 - 音楽ディレクター、音楽プロデューサー、スターダスト・レコーズ取締役
- 森田真奈美 - ジャズピアニスト
- 富川勝智 - ギター演奏家
- 出田節子 - 画家、ユネスコ平和芸術家
- 井上学 - 格闘家、初代パンクラスバンタム級王座
- 宮崎尊 - 東進ハイスクール講師、合格いっぽん道パーソナリティ
- 安河内哲也 - 東進ハイスクール講師
- 村岡達子 - 元Aleph会長、元オウム真理教正悟師
- 栁瀬一樹 - アニメ宣伝プロデューサー[9]